# L'investigatore Marlowe
L'investigatore Marlowe (Marlowe) è un film del 1969 diretto da Paul Bogart con James Garner nel ruolo del famoso investigatore privato Philip Marlowe, personaggio uscito dalla penna di Raymond Chandler. Il film è tratto dal romanzo La sorellina (The Little Sister).

## Trama
La vicenda prende le mosse dalla scomparsa di Orrin Quest. Sua sorella minore Orfmay, di circa vent'anni, incarica Marlowe di ritrovarlo. Come anticipo gli dà quello che ha: 50 dollari.

La ricerca parte dall'hotel hippy "Infinite Pad". L'albergo è condotto da un prestanome. Il vero proprietario è uno psichiatra, il dott. Lagardie, che ufficialmente è primario in una clinica per persone con disturbi mentali. La ricerca di Marlowe va a vuoto: nella camera di Orrin trova infatti un'altra persona, un certo Grant Hicks. Gli dà il suo biglietto da visita e se ne va. Nella hall trova però il proprietario prestanome morto: è appena stato assassinato con un punteruolo ficcato in un punto preciso della nuca che gli ha spezzato la spina dorsale.

Marlowe riconosce questo tipo di esecuzione come il marchio di un noto malvivente, Sonny Steelgrave. La polizia cittadina lo ascolta ma non gli dà credito.
Il giorno dopo Marlowe viene chiamato da Hicks, che vuole dargli del materiale di cui si vuole liberare ed ha molta fretta. L'investigatore si reca all'appuntamento ma lo trova cadavere, assassinato nello stesso modo. Riesce comunque ad entrare in possesso del materiale di Hicks: alcune banali fotografie di un uomo e una donna che si baciano al mare. Capisce che Orrin è alla caccia delle persone che possiedono quelle foto. 
La sorella, che lo ha ingaggiato, non gli crede. Marlowe le dice di riprendersi i suoi soldi e di andarsene. L'investigatore rimane senza un quattrino.
Guarda le foto: riconosce una star della tv, Mavis Wald, mentre l'uomo è Sonny Steelgrave, proprio il criminale che usa il punteruolo per assassinare le sue vittime. Quindi è probabile che Mavis abbia assoldato Orrin per rientrare in possesso di quelle foto, giudicate troppo compromettenti per la sua immagine.
Non ci pensa su due volte e decide di andare a casa sua. Mavis vive nell'attico di un Grand Hotel. Quando entra nel suo appartamento, viene ricevuto da Dolores Gonzales, che si presenta come amica di Mavis. Dolores fa la spogliarellista, è stata sposata con il dott. Lagardie e successivamente ha avuto una storia con Steelgrave, prima che questi cadesse tra le braccia di Mavis. Dopo pochi minuti Marlowe tratta con lei. Mavis rifiuta ogni patto con Marlowe, anzi informa subito Steelgrave. I suoi sgherri fermano Marlowe all'uscita dall'Hotel, lo pestano (qui Marlowe dice una delle battute più esilaranti del film), ma non gli trovano le foto addosso: l'investigatore, infatti, se le è spedite a casa sua per posta, proprio nel caso gli fossero capitati dei brutti incontri.
Senza soldi, perso per perso, Marlowe decide di continuare la sua inchiesta. Si reca nell'ufficio dell'agente di Mavis, Crowell, e gli mostra le foto. Crowell esce dall'ufficio e Marlowe lo segue; la trattativa continua a bordo di un'auto lussuosa. Marlowe è ingaggiato per proteggere le foto (il compenso è di 100 dollari al giorno). Dal comodo sedile posteriore, Crowell prende un microfono, si registra mentre detta una lettera di assunzione, poi dà l'audiocassetta a Marlowe e lo incarica di portarla alla sua segretaria. Arrivato a destinazione, saluta l'investigatore e parte con un aereo.
Appena torna nel suo ufficio Marlowe riceve la visita di un altro uno sgherro di Steelgrave, venuto per minacciarlo. Questa volta è un cinese, Wong (Bruce Lee), un campione di kung-fu, che gli propone 500 dollari in cambio del suo silenzio e glieli mette sul tavolo. Marlowe non accetta e Wong gli distrugge mezzo ufficio.
Quella serata, fortunatamente, si concede una cena in un bel ristorante con vista panoramica in compagnia della fidanzata. Ma qualcuno lo chiama fuori. È di nuovo Wong, venuto per porgli un ultimatum: prendere i soldi oppure... Marlowe riesce ad evitare lo scontro: con una finta lo fa cadere nel vuoto.
Il giorno dopo Marlowe fa visita al dott. Lagardie e gli fa capire che sa molte cose su di lui. Mentre parla però la sua vista si annebbia: capisce troppo tardi che la sigaretta che lo psichiatra gli ha offerto è drogata. Cade a terra svenuto. Lagardie scappa. Poco dopo Marlowe si risveglia e, ancora intontito, esce dalla stanza. Ode due spari provenire da una stanza chiusa. Apre e si trova faccia a faccia con Orrin, che è appena stato colpito col punteruolo alla nuca. Prima di morire cerca di colpire l'investigatore, ma riesce solo a procurargli una ferita alla schiena.
Sfiancato da un'altra giornata sfibrante, e senza aver concluso nulla, Marlowe torna nel suo ufficio (ancora mezzo distrutto) e decide di bruciare le foto, anche se questo gli fa perdere la paga giornaliera di Crowell.
Qui riceve la visita di Dolores. I due si baciano. A notte fonda Dolores porta Marlowe nella casa al mare dove Mavis e Steelgrave sono soliti stare insieme, poi se ne va. Marlowe scopre proprio Mavis e questa, sconvolta, gli indica dov'è Steelgrave. Marlowe trova il suo cadavere immobile su una poltrona. Fa scappare Mavis, nasconde le sue tracce e chiama la polizia. Ma l'esperto tenente French non abbocca, fa arrestare Marlowe, poi gli fa una dura ramanzina. Per sua fortuna, però, gli fa togliere le manette e gli ordina di andarsene.
Marlowe ragiona su quanto ha appena visto: quando ha incontrato Mavis le ha stretto le mani, ma non ha sentito l'odore caratteristico che lascia l'arma usata per il delitto. Quindi non è stata Mavis a sparare a Steelgrave.
Lo stesso giorno Marlowe scopre che Orfamay e Mavis sono sorelle, quindi la ragazza gli ha mentito: sapeva già che Mavis ha una relazione con un uomo della malavita. Le due si odiano e si azzuffano, Orfamay ha la peggio ed esce di scena.
Marlowe decide di fare alcune domande a Dolores. La raggiunge nel night club e la trova già sul palcoscenico: ha appena cominciato a togliersi i vestiti. Le parla da dietro le quinte. Capisce che Dolores era già innamorata di Steelgrave mentre era ancora sposata con il dott. Lagrandie.

Essendosi ormai formato un quadro esatto degli avvenimenti, va verso il telefono per denunciare alla polizia l'assassino. Ma in quel momento vede il dott. Lagardie entrare nel club e uccidere con la pistola Dolores, che ha appena finito lo spogliarello. Poi scappa. Marlowe lo insegue, ma Lagardie si suicida prima che possa intervenire.

Il reo si è ucciso, il caso è chiuso. Marlowe esce dal locale, sale in macchina e se ne va.